# Тази сутрин
„Тази сутрин“ е сутрешно актуално-информационно предаване на bTV с водещи Мария Цънцарова и Златимир Йочев. То се излъчва на живо от понеделник до петък от 06:00 до 09:30 ч.
Предаването започва излъчване на 5 декември 2000 г. до днес. То е най-гледаният сутрешен блок в българския ефир. 
От 1 март 2021 г. водещи на предаването са Златимир Йочев и Биляна Гавазова, след като Антон Хекимян става директор „Новини, актуални предавания и спорт“ на bTV от 21 декември 2020 г. Предаването започва и с нов начален час в 6:00 ч. От 23 февруари 2022 г. водещ е само Златимир Йочев след като Гавазова напуска bTV. От 4 септември 2023 г. Мария Цънцарова е новата водеща на сутрешния блок заедно със Златимир Йочев.

## За предаването
Всяка сутрин предаването започва с новинарска емисия и прогноза за времето. След това bTV Новините са на всеки кръгъл час, а прогнозата за времето е на всеки половин час. Сутрешният блок продължава с преглед на печата, който проследява по какъв начин различните издания отразяват водещите събития и рубриката „Ало, ало“, в която зрителите имат думата по актуалните теми и въпроси. Следват репортажи с разследвания на репортерите на bTV или други вълнуващи обществото теми.
Всяко предаване включва разговори в студиото на живо с пъстра поредица гости, представители на различните сфери на обществения живот: от политици до хора на изкуството. Последният половин час на предаването е посветен на предстоящи премиери – филмови, театрални, музикални и други.
По време на цялото предаване има и редица живи включвания от страната и чужбина по актуални теми.

## Водещи

### Настоящи
- Златимир Йочев (2021 –)
- Мария Цънцарова (2015 – 2016, 2023 –)

### Бивши
- Искра Ангелова (2000 – 2001)
- Огнян Бояджиев (2000 – 2003)
- Мариана Векилска (2001 – 2005)
- Николай Бареков (2003 – 2009)
- Анна Цолова (2005 – 2008, 2010 – 2013)
- Петя Стефанова (2008 – 2009)
- Антон Хекимян (2009 – 2010, 2014 – 2021)
- Димитър Павлов (2010)
- Виктор Николаев (2010 – 2013)
- Генка Шикерова (2013 – 2014)
- Константин Караджов (2013 – 2014)
- Биляна Гавазова (2014 – 2015, 2021 – 2022)
- Стоян Георгиев (2015 – 2016)

## Противоречия
За първи път от 2000 г. предаването е пуснато в изненадващ отпуск през август 2013 г. с обяснението, че екипът се нуждае от почивка. На 16 август се излъчва извънредно издание на предаването, на което поради парламентарно заседание водещи са титулярите Анна Цолова и Виктор Николаев. Изненадващо на 19 август вечерта bTV съобщава, че двамата са напуснали медията.